# Leni Junker
Leni Junker   (Kassel, 8 de desembre de 1905 - Wilhelmshaven, 9 de febrer de 1997) va ser una atleta alemanya, especialista en els 100 metres llisos, que va arribar a ser medallista de bronze olímpica l'any 1928.

## Carrera esportiva
En els jocs olímpics d'Àmsterdam de 1928 va guanyar la medalla de bronze en els 4x100 metres relleus, amb un temps de 49.0 segons, arribant a la meta després de Canadà, que va batre el rècord mundial amb un temps de 48.4 segons, i els Estats Units, amb una marca de 48.8 segons, sent les seves companyes d'equip: Anni Holdmann, Rosa Kellner i Leni Schmidt. En la cursa dels 100 metres quedà eliminada en semifinals.